# Dong Co
Dong Co (kinesiska: Dong Cuo, 洞错) är en sjö i Kina. Den ligger i den autonoma regionen Tibet, i den sydvästra delen av landet, omkring 670 kilometer nordväst om regionhuvudstaden Lhasa. Dong Co ligger 4 394 meter över havet. Arean är 74 kvadratkilometer. Den sträcker sig 11,4 kilometer i nord-sydlig riktning, och 10,3 kilometer i öst-västlig riktning.
Genomsnittlig årsnederbörd är 993 millimeter. Den regnigaste månaden är juli, med i genomsnitt 263 mm nederbörd, och den torraste är december, med 7 mm nederbörd.